# Louis-François de Bigault d'Harcourt
Louis-François de Bigault d'Harcourt, né le 9 décembre 1768 au Neufour, mort le 8 décembre 1832 à La Flèche, est un prêtre catholique, bibliothécaire et écrivain français

## Biographie
Louis-François de Bigault d'Harcourt est le fils de Nicolas de Bigault d'Aubreville (1718-1775), gentilhomme verrier, et de Marguerite de Condé. Il était cousin de Charles-François Dorlodot.
Il s'était premièrement destiné au métier des armes, et avait été admis à l'école militaire de la Flèche en 1777. Ses preuves de Noblesse sont vérifiées par d'Hozier, le 25 octobre 1777. Pour des raisons indéterminées, il se tourne vers le sacerdoce. Entré au séminaire de Reims le 6 juin 1789, il avait reçu les quatre ordres mineurs le 19 décembre 1789, et le sous-diaconat le 29 mai 1790. Il émigre en 1791 ; il est diacre à Liège, le 19 mai 1791, et ordonné prêtre à Trêves le 22 septembre 1792. En 1802, il est rentré en France avec Johann Michael Josef von Pidoll.
Secrétaire particulier de Pidoll, il est chanoine de l'église du Mans.  Poète, orateur, humaniste, il avait trouvé le moyen de rendre le télégraphe de Chappe lumineux pour les signaux.
En 1807, de Bigault prend la direction du collège de Laval, en étant aussi bibliothécaire. Il devient par la suite directeur des études du Collège de la Flèche. Il est l'auteur de plusieurs ouvrages sur l'éducation et d'une oraison funèbre sur Louis XVIII.

## Publications
- Odes sacrées, suivies d'un discours et de couplets sur le rétablissement des Bourbons, J.-G. Dentu, 1814
- De la Manière d'enseigner les humanités, d'après les autorités les plus graves, H. Grand, 1819.
- Couplets à son altesse royale Madame, duchesse d'Angoulême, chantés le 23 septembre 1823 sur le Fort-Henri où Henri le Grand reçut la vie
- Oraison funèbre de Sa Majesté Louis XVIII, roi de France et de Navarre, prononcée en la chapelle de l'école royale militaire de La Flèche, le 30 septembre 1824, Impr. de Monnoyer, 1824
- Oraison funèbre de M. Pierre de la Roche, curé de la Flèche, prononcée le 7 mai 1832, La Flèche, 1832, in-8, 32 p.